# Gustav Reiter
Gustav Reiter (1895 – ?) byl český malíř, krajinář, jehož tvorba vychází z Mařákovy krajinářské školy.
Velmi oblíbený autor první poloviny 20. století. Jeho obrazy byly často reprodukovány na pohlednicích a v časopisech. Objevovaly se dokonce i v časopise Zlatá Praha, který vydávalo Ottovo nakladatelství a který byl ve své době považován za významný archiv, umožňující sledovat vývoj českého výtvarného umění a literatury. Byl majitelem ryteckého závodu v Praze na Malé straně.
Tento plodný autor vytvořil mnoho propracovaných obrazů české krajiny, maloval však i pražské městské scenerie, lovecké motivy, lokomotivy a další náměty. Nejčastěji se jedná o malby olejem na plátně či kartonu , používal však i jiné techniky, např. akvarel na papíře .